# Agrotis orestica
Agrotis orestica là một loài bướm đêm trong họ Noctuidae.